# Vitaliano Donati

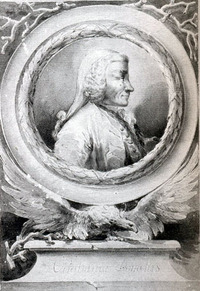
Vitaliano Donati (1717–1762)

Vitaliano Donati (geboren am 8. September 1717 in Padua; gestorben am 26. Februar 1762 im Arabischen Meer, bei Mangalore) war ein italienischer Naturforscher und Reisender. Sein offizielles botanisches Autorenkürzel lautet „Donati“.

## Leben
Donati wurde 1717 in Padua geboren. Er interessierte sich für die Flora und Fauna des Adriatischen Meeres und veröffentlichte 1745 Della storia naturale marina dell’Adriatico über die Naturgeschichte der Adria. Dieses Werk wurde in verschiedene europäische Sprachen übersetzt.
Im Jahr 1750 bot ihm Karl Emanuel III., König von Sardinien, einen Lehrstuhl für Botanik und Naturgeschichte an der Universität Turin an. Während seiner Karriere als Professor besetzte er auch den Lehrstuhl für Mineralogie und Geologie. Den Lehrstuhl des Botanischen Gartens der Universität Turin hatte er von 1750 bis zu seinem Tod inne.
Über seine mineralogische Reise in die Westalpen im Sommer 1751 berichtete er in seinem Buch Viaggio mineralogico nelle Alpi occidentali. Valle di Susa, Maurienne, Tarentaise, Valle d’Aosta e Faucigny nell’estate 1751.
1757 wurde Donati zum ausländischen Mitglied der Königlich Schwedischen Akademie der Wissenschaften und zum Mitglied der Royal Society gewählt.
Im Jahr 1759 besuchte er Ägypten, Syrien, Palästina und Arabien. Auf einer Reise mit einem türkischen Schiff nach Mangalore in Indien erkrankte er und verstarb am 26. Februar 1762 im Indischen Ozean.
Seine botanische Sammlung und seine Mineralien-Sammlung wurden dem Naturgeschichtemuseum in Turin übergeben. Seine archäologische Sammlung bildete dagegen den ersten Kern des 1824 eingerichteten Ägyptischen Museums.
Die Pflanzengattung Donatia, die einzige der Unterfamilie Donatioideae in der Familie der Stylidiaceae, ist nach ihm benannt.

## Publikationen (Auswahl)

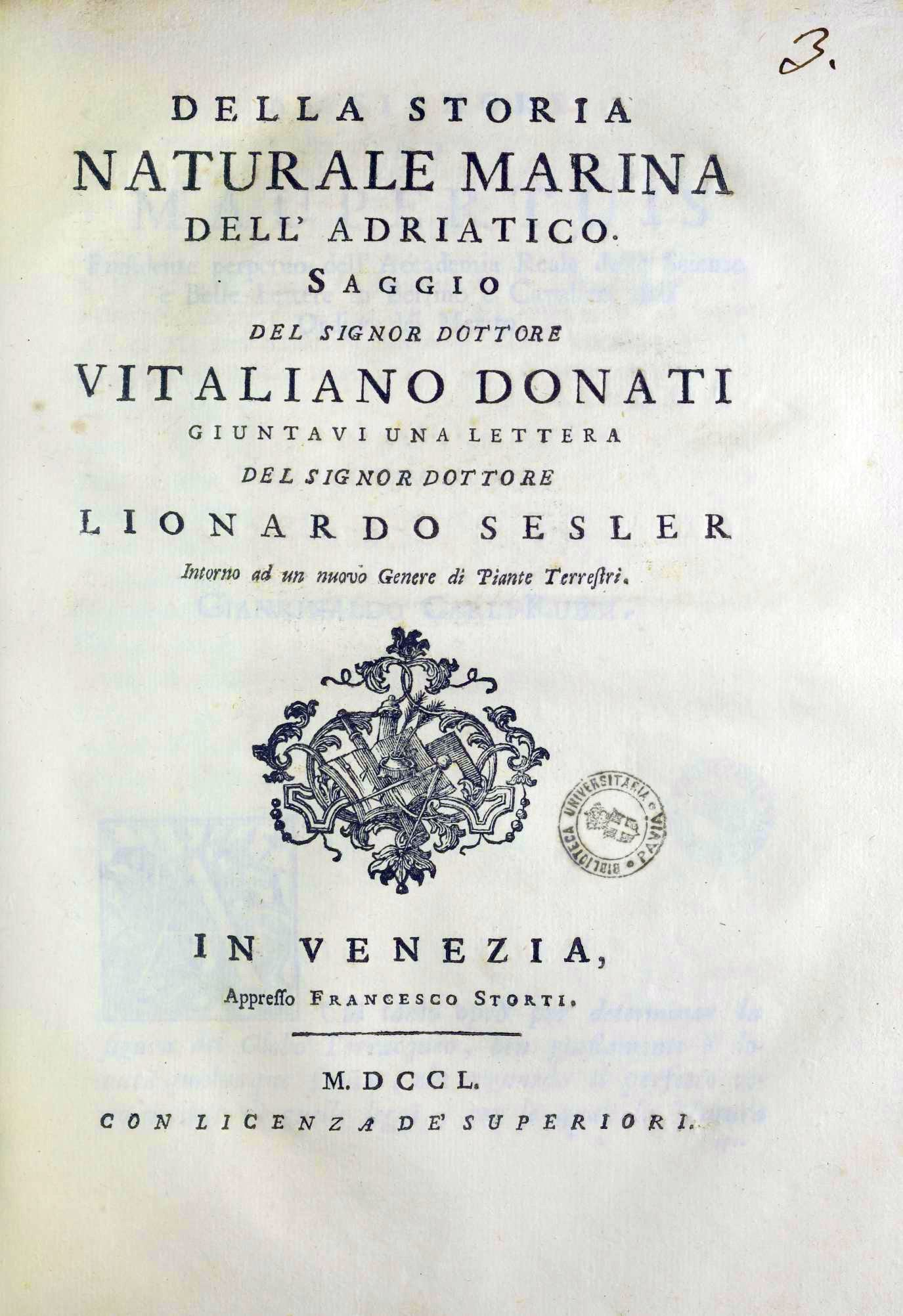
Della storia naturale marina dell'Adriatico, 1750

- Della Storia Naturale Marina dell’Adriatico. Saggio. Giuntavi una Lettera del Signor Dottore Lionardo Sesler intorno ad un nuovo genere di Piante Terrestri. Appresso Francesco Storti, Venedig 1750 (Digitalisat).
  - De historia naturali adriatici maris tentamen. Gleditsch, Leipzig 1752.
  - Essai sur l’histoire naturelle de la Mer Adriatique [.] avec une lettre du docteur Leonard Sesler, sur une nouvelle espece de plante terrestre, traduit de l’italien. Pierre de Hondt, La Haye 1758.
- Viaggio mineralogico nelle Alpi occidentali. Valle di Susa, Maurienne, Tarentaise, Valle d’Aosta e Faucigny nell’estate 1751. Compositori, Bologna 2001.